# Костандин I Бардзрбердци

Оклады Евангелий Костандина I

Костандин I Бардзрбердци (арм. Կոստանդին Ա Բարձրբերդցի) — армянский церковно-государственный деятель XIII века, Католикос всех армян в 1221—1267 годах. Отстаивал религиозную независимость ААЦ, значительно способствовал развитию армянских культурных и образовательных центров, был известным ценителем и покровителем искусств.

## Жизнь и деятельность
Родился в городе Бардзрберд Киликийской Армении. Обучение прошёл сначала в монастыре Млича, затем в Ромкле, был епископом Млича и Бардзрберда. Католикос всех армян с 1221 года. Боролся против распространения католичества среди армян, способствовал выдворению из Киликийской Армении миссионеров Ватикана. В 1242 году участвовал в армяно-монгольских переговорах, был одним из немногих представителей армянского духовенства XIII века, положительно относившихся к монголам. В 1243 году вместе с Варданом Аревелци созвал собор светских и духовных сеятелей в Сисе, решения которого в 1246 году были вместе с Варданом Аревелци отправлены священникам Восточной Армении. В 1254 году вёл переговоры с императором Византии Иоанном и патриархом Мануилом и добился кратковременного улучшения отношений. В 1259 году вместе с королём Хетумом отправился в Эдессию на переговоры с монгольским ханом Хулагу и способствовал укреплению армяно-монгольского альянса. В последние годы жизни вёл идеологическую борьбу с Римско-католической церквью, защищал позиции Армянской церкви, однако, по причине здоровья, сам не участвовал в полемических дискуссиях, а отправлял к легатам Римских пап Урбана IV и Климента IV своих подчинённых (например, Мхитара Скевраци). Умер 9 апреля 1267 года.
Наряду с политической независимостью стремился расширить и культурную самостоятельность армян, покровительствовал книжникам и миниатюристам (в частности, Торосу Рослину). Благодаря ему в 1247 году был отреставрирован монастырь Святого Фаддея в Артазе, который стал одним из важнейших духовных центров региона. Одним из сокровищ художественного искусства Киликийской Армении считаются составленные по его заказу евангелия, иллюстрированные миниатюрами и с позолоченными и серебряными окладами.
Сохранились по крайней мере семь писем Костандина I, касающиеся отношений Римской и Армянской церквей, из которых одно обращено к Григорию IX, два — к Иннокентию IV, остальные четыре — к духовенству Восточной Армении. Среди последних особо ценно написанное совместно с Варданом Аревелци «Назидательное послание».